# 梭伦 (纽约州)
梭伦（英語：Solon）是位于美国纽约州科特兰县的一个镇，地处科特兰县中部、科特兰市以东，建于1798年。2010年美国人口普查时，该镇有1079人。其名称来源于古代雅典政治家梭伦。